# Walls and Sandness

Lage von Walls and Sandness auf den Shetlands

Walls and Sandness ist eine historische Verwaltungseinheit (Civil Parish) auf den Shetlands im Norden von Schottland. Vom Typ her handelt es sich um eine Gemeinde.
Das Gebiet des Civil Parishes liegt im äußérsten Westen der Insel Mainland und grenzt im Norden, Westen und Süden an das Meer. Das einzige benachbarte Civil Parish ist Sandsting im Osten.
Die Gegend ist dünn besiedelt. Die zentralen Bereiche sind hügelig, mit dem Sandness Hill, dem Dale Hill und dem Stoubrough Hill als höchsten. Hier finden sich landwirtschaftlich gut nutzbare Böden. In den Küstenbereichen herrschen felsige Strukturen vor. Es gibt dort, neben Foula und Papa Stour, viele kleinere Inseln.
Die Hauptorte sind Walls und Sandness. Unter den übrigen Ortschaften sind Biggins auf Foula und auf Papa Stour sowie Garth, Ham, Hametoun, Huxter, Melby, Norby, Nort Toons und Mid Walls.
Aus dem Civil Parish ging Ende des 20. Jahrhunderts die Community Council Area Sandness and Walls hervor.